# انجمن ملی حق رأی زنان آمریکایی

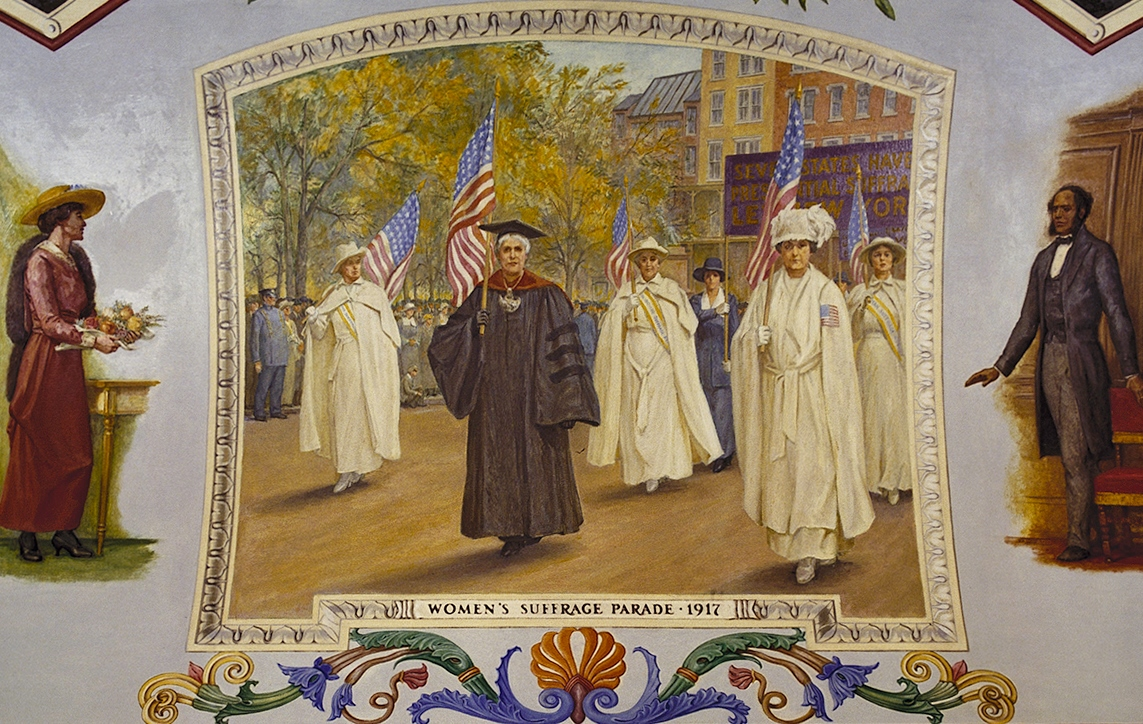
کاپیتال، ایالات متحده- ۱۹۱۷ شامل آنا هوارد شاو و کری چپمن کت

انجمن ملی حق رای زنان آمریکایی (انگلیسی: National American Woman Suffrage Association) یا (NAWSA) در ۱۸ فوریه ۱۸۹۰ برای مشارکت و حق رأی زنان در ایالات متحده تشکیل شد.

## ادغام دو سازمان
این انجمن با ادغام دو سازمان «انجمن ملی حق رای زن آمریکایی (NWSA)» و «انجمن حق رای زن آمریکایی (AWSA)» ایجاد شد. در آن زمان این انجمن حدود هفت هزار عضو داشت ولی این عدد به دو میلیون نفر رسید و بدین ترتیب به یکی از بزرگترین سازمانهای غیردولتی در آمریکا تبدیل شد. این انجمن در تصویب اصلاحیه نوزدهم قانون اساسی ایالات متحده که در سال ۱۹۲۰ حق رای زنان را تصویب کرد نقش مهمی داشت. آنا هاوارد شاو که در سال ۱۹۰۴ رهبر این جنبش بود شاهد رشد آن و اقبال مردمی نسبت به آن بود.

## افراد تأثیرگذار
- سوزان بی. آنتونی، رهبر برجسته جنبش حق رای بود، وی یک شخصیت کلیدی در انجمن ملی حق رای زنان آمریکایی بود.
- کری چپمن کت که در سال ۱۹۰۰ بعد از بازنشستگی آنتونی جایگزین او شد، استراتژی بکارگیری اعضای ثروتمند باشگاه زنان که با سرعت در حال رشد بود را تدوین کرد. این اعضا با وقت، پول و تجربه خود می‌توانستند به ایجاد جنبش حق رأی کمک کنند.
- آنا هوارد شاو در دوره زمانی که در سال ۱۹۰۴ آغاز شد، نقش چشمگیری در عضوگیری این جنبش و کسب تأیید عمومی آن داشت.